# Naturschutzgebiet Kalk-Zwischenmoor Wendischhagen
Koordinaten: 53° 43′ 25,8″ N, 12° 40′ 4,5″ O

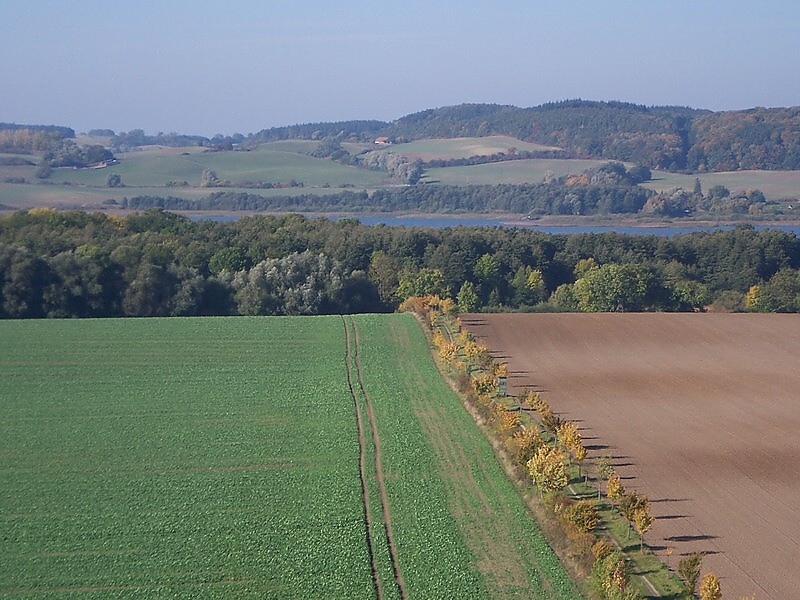
Blick auf das NSG von Basedow in Richtung Ostberg: Uferbereich oben rechts

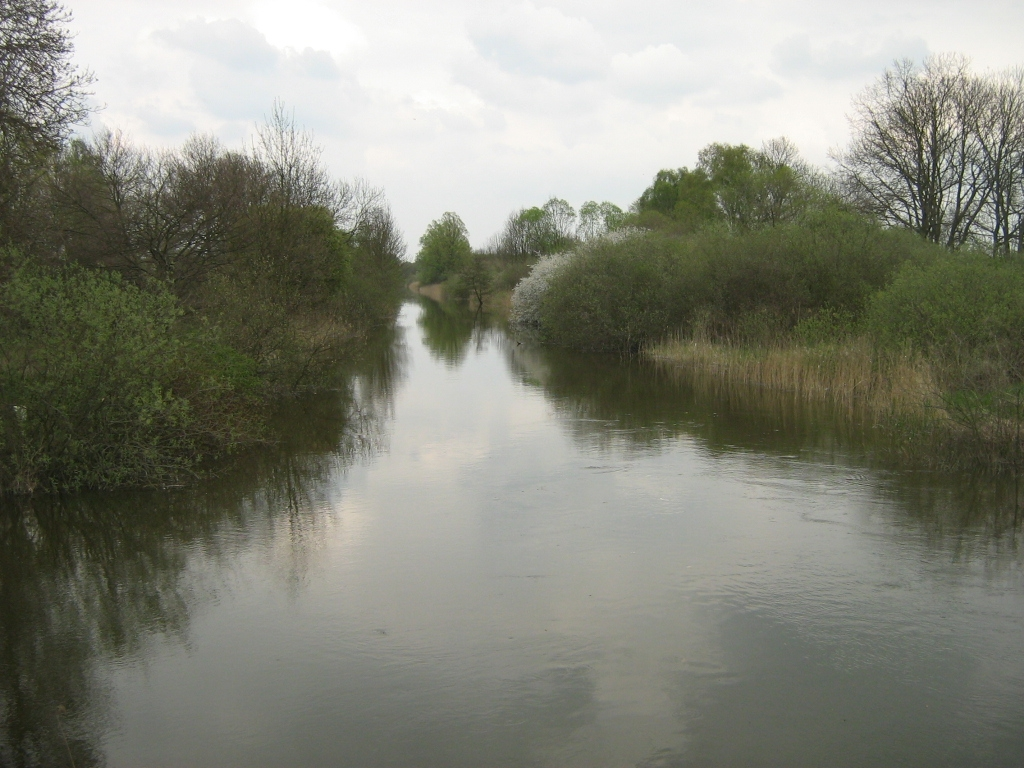
Das NSG grenzt an den Dahmer Kanal

Das Naturschutzgebiet Kalk-Zwischenmoor Wendischhagen ist ein 59 Hektar umfassendes Naturschutzgebiet in Mecklenburg-Vorpommern, das am 16. August 1994 ausgewiesen wurde. Es befindet sich westlich von Malchin am Nordufer des Malchiner Sees und ist Bestandteil des Naturparks Mecklenburgische Schweiz und Kummerower See. Der namensgebende Ort Wendischhagen befindet sich unweit westlich.
Das Schutzziel besteht in Erhalt und Pflege eines Moorkomplexes, der von kalkhaltigem Wasser gespeist wird bzw. auf kalkhaltigem Untergrund – dem ehemaligen Seegrund – aufwächst. Infolge des Baus des Dahmer Kanals in den 1870er Jahren kam es zu einer Seespiegelabsenkung um 2 Meter. Zahlreiche seltene Pflanzenarten wachsen im Naturschutzgebiet. Der Gebietszustand wird als gut eingeschätzt, wobei regelmäßige Mahd und Beweidung zum Erreichen des Schutzzieles nötig sind. Ein Begehen der Flächen ist nicht möglich.

## Pflanzen- und Tierwelt
Röhrichte und Seggenwiesen mit Sumpfreitgras nehmen im Süden des Gebietes einen Großteil der Flächen ein. Richtung Norden schließen sich Bruchwälder an. Brutvögel im Gebiet sind Blaukehlchen, Bartmeise, Drosselrohrsänger, Schilfrohrsänger, Rohrdommel, Rohrweihe, Tüpfelralle und Graugans.